# Sumo sacerdote de Amón

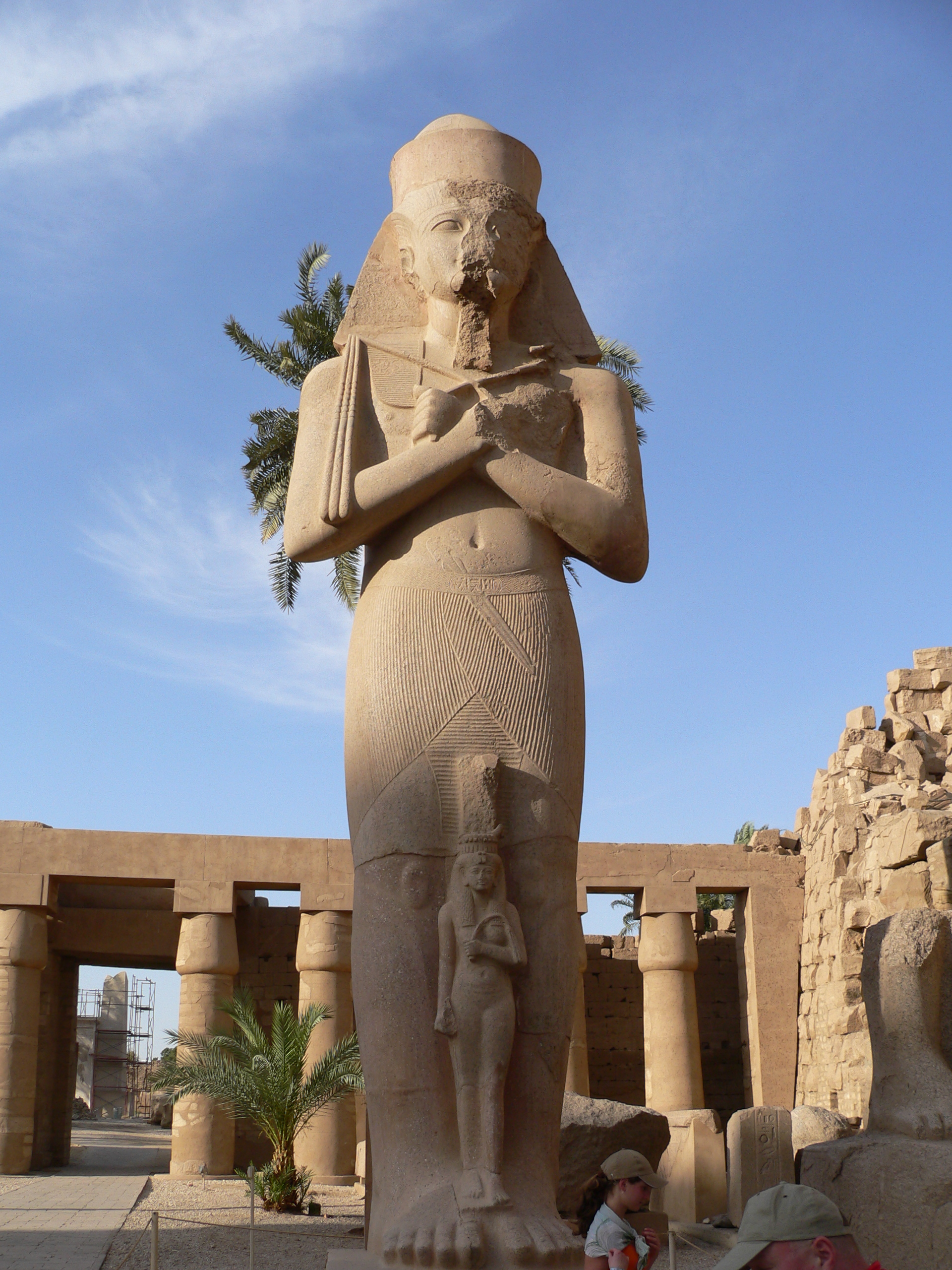
Estatua de Pinedyem I, Sumo sacerdote de Amón, situada en el primer patio del templo de Karnak.

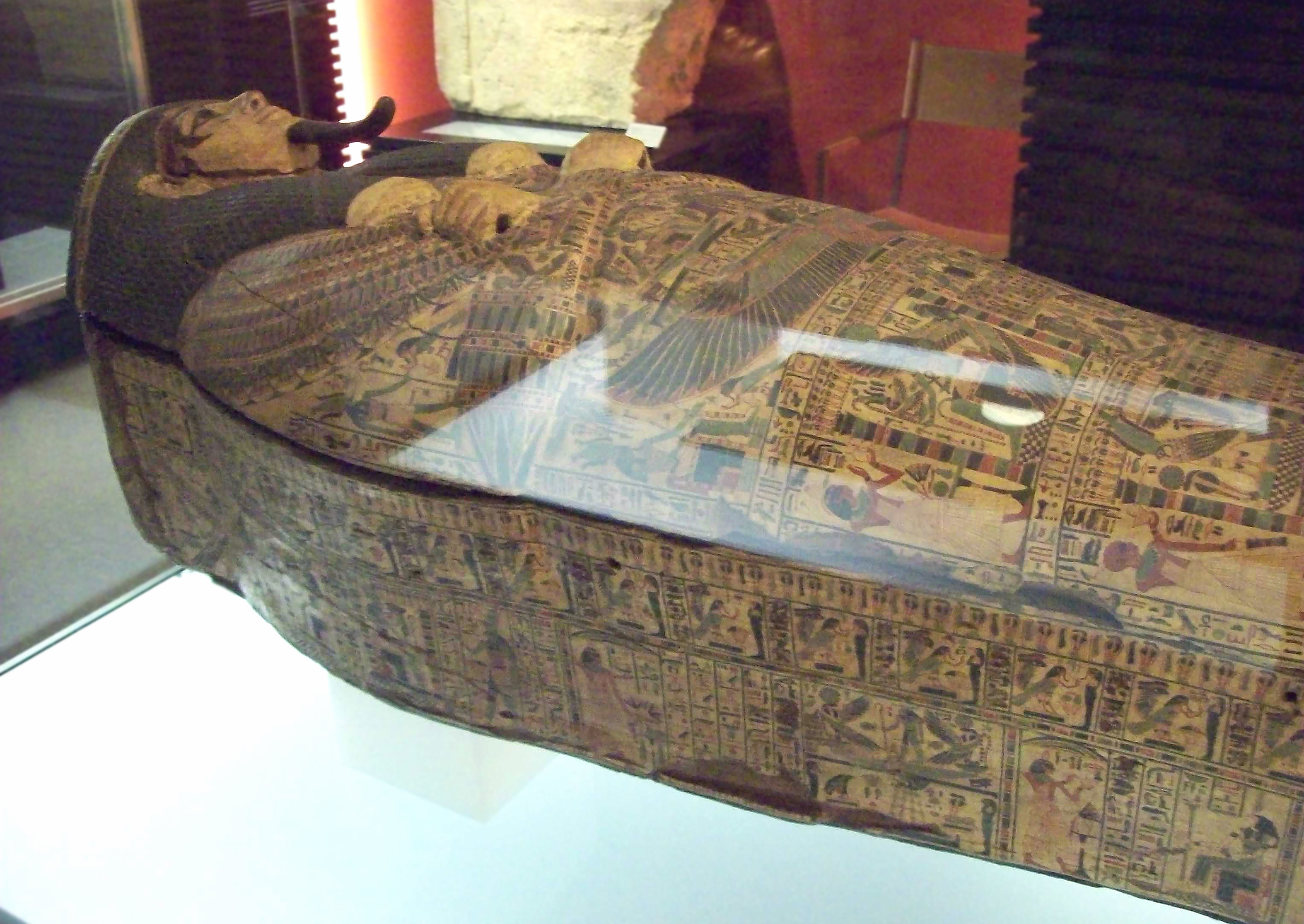
Sarcófago de un sacerdote de Amón (M.A.N. Inv.15216).

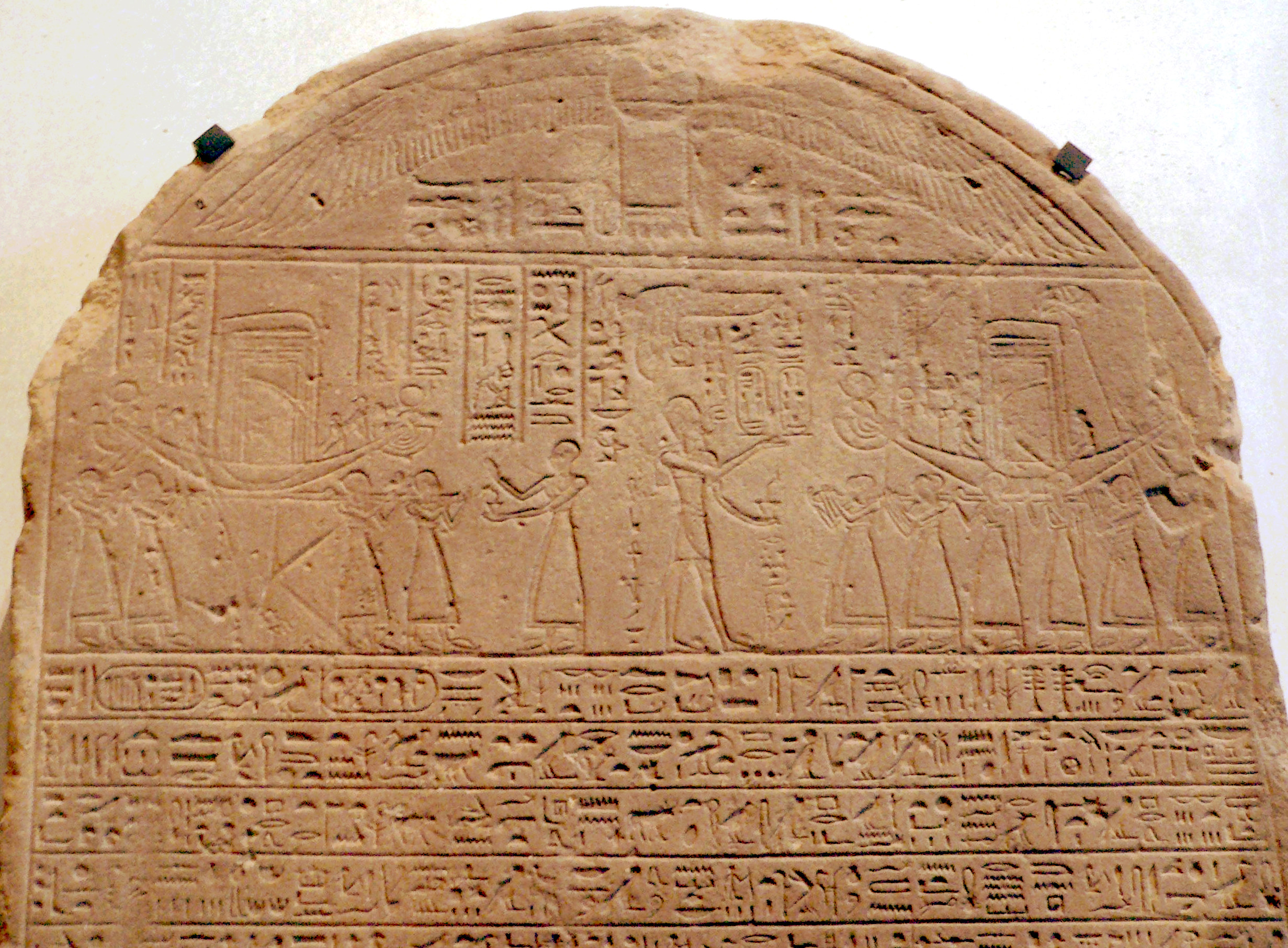
Estela mostrando a los sacerdotes purificadores. Louvre.

El Sumo sacerdote de Amón era la máxima autoridad del clero del dios Amón en el Antiguo Egipto; también es denominado Primer profeta de Amón.

## Sacerdotes divinos, purificadores y lectores
El Sumo sacerdote contaba como asistentes con un alto y un bajo clero:
El alto clero lo componían los «sacerdotes divinos» que tenían exclusividad en la participación de los sacrificios.
El bajo clero estaba formado por los «sacerdotes purificadores» y los «sacerdotes lectores». 
Los sacerdotes purificadores transportaban la barca del dios en las procesiones, purificaban el templo y engalanaban las estatuas; los sacerdotes lectores se encargaban del ritual. 
Llegaron a estar entre los personajes más opulentos de Egipto pues poseían tierras y ganados, numerosos trabajadores a su cargo y obtenían tributos de los nomos. Esto favorecerá el incremento de poder de los sacerdotes de Amón que gradualmente alcanzarán mayor influencia política, llegando a ser nombrados entre los miembros de la familia real.
Las primeras menciones del clero de Amón se encuentran durante la dinastía XII. 
Su máximo poder lo alcanzarán durante las dinastías XX, XXI y XXII.

## Sacerdotes-reyes
Aunque no eran considerados como una dinastía, los sumos sacerdotes de Amón tebanos tenían tanto poder e influencia que realmente fueron los reyes del Alto Egipto desde 1080 hasta 945 a. C., aunque después de este período su influencia declinara. 
En la época en que Herihor fue proclamado sumo sacerdote de Amón, en 1080 a. C. –en el decimonoveno año de Ramsés XI– el clero de Amón ejercitó un eficaz dominio sobre la economía de Egipto. Los sacerdotes de Amón poseyeron dos tercios de todas las tierras de los templos en Egipto y el noventa por ciento de sus naves, además de otros muchos recursos. Por tanto, los sacerdotes de Amón eran, en realidad, tan poderosos como el faraón, si no más. 
Psusenes I, uno de los hijos del sumo sacerdote Pinedyem I, gobernaría Egipto durante casi cincuenta años, mientras que el sumo sacerdote tebano Psusenes III tomaría el trono durante la dinastía XXI (posiblemente se trata del faraón denominado Psusenes II).

## Sumos sacerdotes de Amón en Tebas, durante la dinastía XXI
Los sumos sacerdotes de Amón (varios serán faraones posteriormente) con sede en Tebas son:
| Nombre común   | Nombre de Trono        | Nombre de Nacimiento    | Comentarios                  | Sacerdocio (± 50 años) |
| -------------- | ---------------------- | ----------------------- | ---------------------------- | ---------------------- |
| Herihor        | Hemnecher Tepienamón   | Herihor Siamón          |                              | 1080 - 1074 a. C.      |
| Pianj          |                        | Pianj                   |                              | 1074 - 1070 a. C.      |
| Pinedyem I     | Jeperjaura Setepenamón | Pinedyem Meryamón       |                              | 1070 - 1032 a. C.      |
| Masaharta      |                        | Masaharta               |                              | 1054 - 1046 a. C.      |
| Dyedjonsuefanj | Dyedjonsuefanj         |                         |                              | 1046 - 1045 a. C.      |
| Menjeperra     | Hemnecher Tepienamón   | Menjeperra              |                              | 1045 - 992 a. C.       |
| Esmendes II    | Nesubanebdyedet        |                         |                              | 992 - 990 a. C.        |
| Pinedyem II    |                        | Pinedyem                |                              | 990 - 969 a. C.        |
| Psusenes III   | Titjeperura Setepenra  | Pasebajaenniut Meryamón | Posiblemente fue Psusenes II | 969 - 945 a. C.        |

## Sumos sacerdotes de Amón en Tebas, durante la dinastía XXII
Los sumos sacerdotes de Amón con sede en Tebas son:
| Nombre común             | Nombre de Trono          | Nombre de Nacimiento | Comentarios                    | Sacerdocio (± 50 años) |
| ------------------------ | ------------------------ | -------------------- | ------------------------------ | ---------------------- |
| Iuput Iuput (A)          |                          | Iuput - Meriamon     |                                | 944-924 a. C.          |
| Sheshonq Sheshonq (A)    | Heqajeperra Setepenra    | Sheshonq Meriamón    | Posteriormente Sheshonq II     | 924-894 a. C.          |
| Iuwelot                  |                          | Iuwelot              |                                | 894-884 a. C.          |
| Nesbanebdyedet III       |                          | Nesbanebdyedet       |                                | 884-874 a. C.          |
| Horsiese I Harsiese (A)  | Hedyejeperra Setepenamón | Harsiese Meriamón    |                                | 874-860 a. C.          |
| ...du/au... ...du/aut... |                          | (desconocido)        |                                | 860-855 a. C.          |
| Nimlot II Nimlot (C)     |                          | Nimlot               |                                | 855-845/0 a. C.        |
| Osorkon Osorkon (B)      |                          | Osorkon              | Posteriormente fue Osorkon III | 840-785 a. C.          |
| Harsiese II Harsiese (B) |                          | Harsiese             |                                | 835-800 a. C.          |
| Takelot Takelot (F)      |                          | Takelot              |                                | 800-775 a. C.          |

## Titulatura
| \| \| | R8 | U36 | D1 · Q3 · N35 | M17 | Y5 · N35 |
|       |    |     |               |     |          |

|  |

| \| \| | R8 | U36 | D1 · Q3 · N35 | M17 | Y5 · N35 |
|       |    |     |               |     |          |

|  |